# Kocioł Łomniczki
Koordinaten: 50° 44′ 39,1″ N, 15° 44′ 4,9″ O

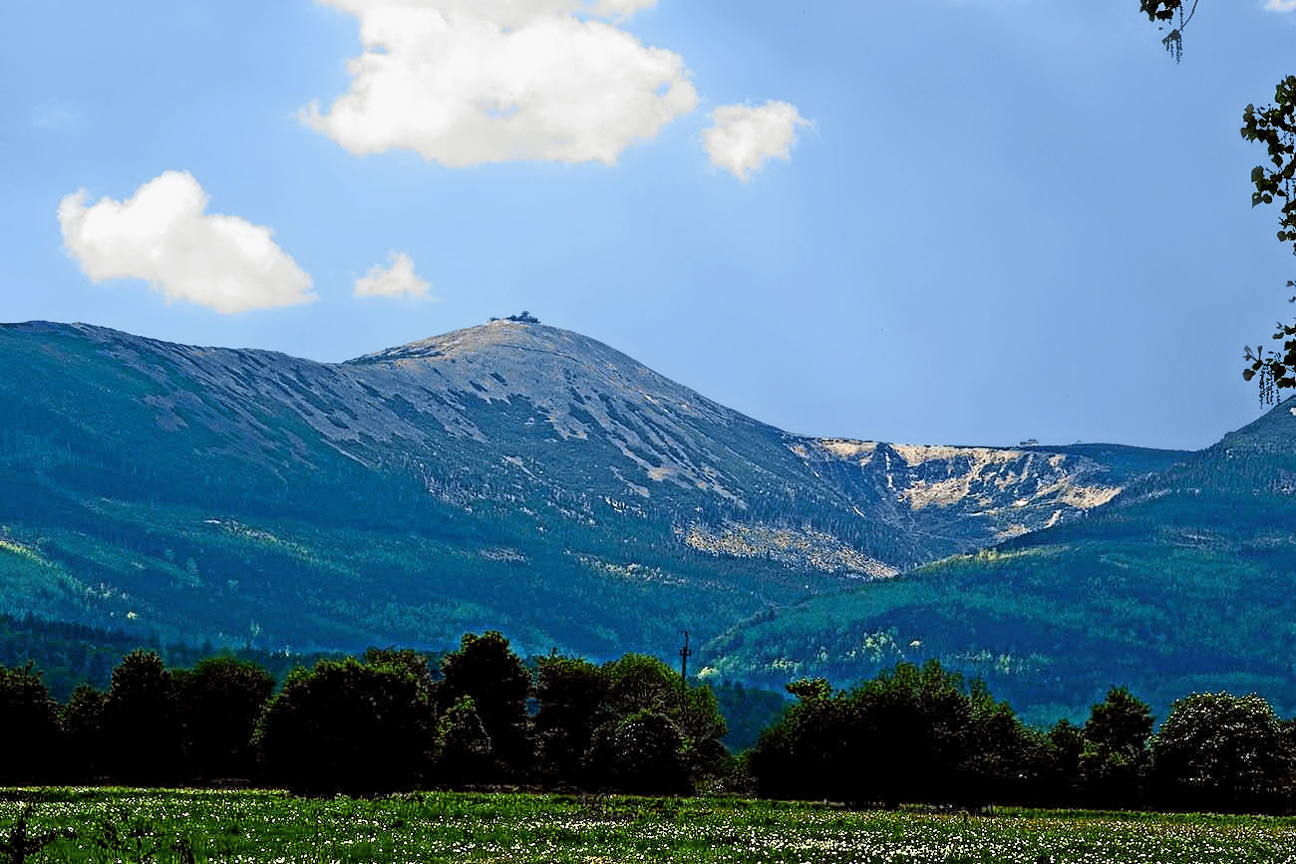
Schneekoppe und Melzergrund

Der Kocioł Łomniczki (Melzergrund) ist ein Gletscherkar in den Westsudeten in Polen nahe der Grenze zu Tschechien. Mit etwa 300 Metern ist es der tiefste Gletscherkessel im Riesengebirge.

## Lage
Das Kar liegt in der Nähe von Krummhübel zwischen dem steil abfallenden Osthang unterhalb des Koppenplans (poln. Równia pod Śnieżką) und der Nordwestflanke der Schneekoppe.
Sein Kessel ist etwa 1240 Meter lang und 710 Meter breit und wird im Süden nur durch einen schmalen Grat zwischen und Schneekoppe vom gegenüberliegenden Riesengrund getrennt.

## Hydrologie

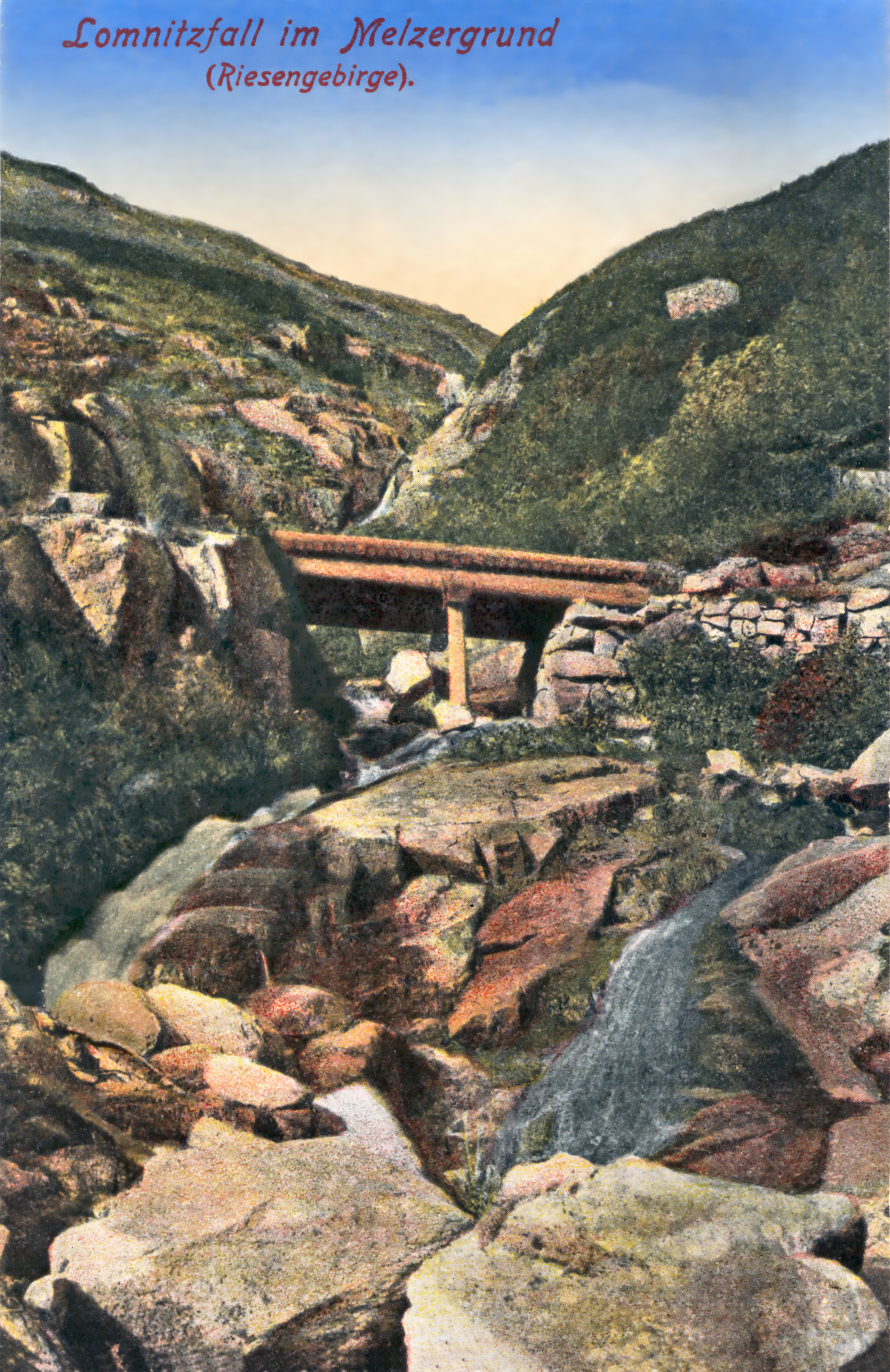
Die Łomniczka auf einer alten Postkarte

Die Entwässerung des Gebiets erfolgt über den Gebirgsbach Łomniczka (Kleine Lomnitz), dessen Quellgebiet sich am Koppenplan, einer äußerst wasserreichen Hochfläche unterhalb der Schneekoppe, auf einer Höhe von etwa 1402 m über dem Meeresspiegel befindet.
Am nördlichen Ende des Melzergrunds stürzt der Bach in einer Schlucht über zahlreiche Kaskaden, dem sogenannten Wodospad Łomniczka, in beeindruckender Weise 300 Meter hinab, um hinter Karpacz in die Łomnica (Großen Lomnitz) zu münden.

## Name
Der Name Melzergrund stammt vermutlich aus der Zeit, als deutsche Bergleute hier in Schmelzöfen Erz verhütteten.

## Entstehung
Der Talkessel wurde durch einen eiszeitlichen Gletscher geschaffen und entstand während des Pleistozäns, wahrscheinlich während der letzten Kaltzeit. 
Auffallend ist, dass im Kessel selbst keine Moränen gefunden werden; sie wurden wahrscheinlich vom Wasser der Łomniczka abgetragen. Dafür spricht, dass entlang der Talsohle viele Halden aus Schuttgeröll angelagert wurden. Auf einer Höhe von 880 bis 900 m über dem Meeresspiegel markieren Moränenzüge die äußerste Begrenzung des ehemaligen Gletschers, dessen größte Ausdehnung demnach 2000 Meter betrug.

## Tourismus
Im Winter ist der Kessel stark lawinengefährdet und deshalb für den Tourismus gesperrt. Während der warmen Jahreszeit kann jedoch durch den Melzergrund der kürzeste Aufstieg zum Gipfel der Schneekoppe genommen werden. Der Weg wurde 1884 durch die Schaffgotsche Forstverwaltung angelegt und ist heute ein Abschnitt des Sudeten-Hauptwanderwegs (Główny Szlak Sudecki), der Breslau (Wrocław) und Wölfelsgrund (Międzygórze) verbindet.
Von Wilcza Poręba (Wolfshau), einem südlichen Stadtteil von Karpacz geht es auf einer Länge von etwa 4,5 km steil durch das Tal der Kleinen Lomnitz, vorbei an der Melzergrundbaude (Nad Łomniczką) zunächst hinauf zum Schlesierhaus (Schronisko Dom Śląski). Bis hierher müssen etwas mehr als 700 Höhenmeter überwunden werden. Rechnet man pro 100 Höhenmeter 15 Minuten zur normalen Gehzeit hinzu, kann der Weg also für geübte Wanderer in etwa zwei bis drei Stunden gegangen werden. Der Aufstieg vom Schlesierhaus zur Schneekoppe dauert dann noch weitere 30 Minuten.

## Flora, Fauna und Naturschutz
Am Anfang des Wegs gibt es noch alten Baumbestand aus Nadel- und Laubbäumen (namentlich Buchen, Ahornen und Ebereschen). Hier ist der Lebensraum der Haselmaus (Muscardinus avellanarius) und des Baummarders (Martes martes), aber auch Hirsche und Wildschweine sind auf dieser Höhe anzutreffen. Entlang des gesamten Wegs wächst das Narzissen-Windröschen (Anemone narcissiflora).
Mit zunehmender Höhe wird der Wald lichter und die Flächen mit abgestorbenen Fichten werden größer. Dafür ist hauptsächlich der saure Regen verantwortlich. Im Totholz leben verschiedene Arten von Käfern und Insekten, die wiederum Nahrung für Vögel wie z. B. Schneesperling, Steinschmätzer oder Rotschwänzchen sind. Ab einer Höhe von etwa 1100 Metern werden die Bäume immer niedriger und machen Krummholz und Beerensträuchern Platz. Bei 1300 Metern wird schließlich die Baumgrenze erreicht und zwischen feuchtem Geröll wächst das Alpen-Weidenröschen (Epilobium anagallidifolium).
Der Melzergrund ist eines der ältesten Gebiete in den Sudeten, die zum Schutz seltener Flora und Fauna eingerichtet wurden. Er ist bereits seit 1929 als Naturschutzgebiet ausgewiesen und gehört heute zum polnischen Nationalpark Karkonoski Park Narodowy (KPN).

## Gedenkstätte
An einem Felsvorsprung der Westwand, unterhalb der Kleinen Koppe (poln. Kopa) wurde 1986 für die Bergopfer im Riesengebirge ein symbolischer Bergfriedhof eingerichtet.

## Galerie

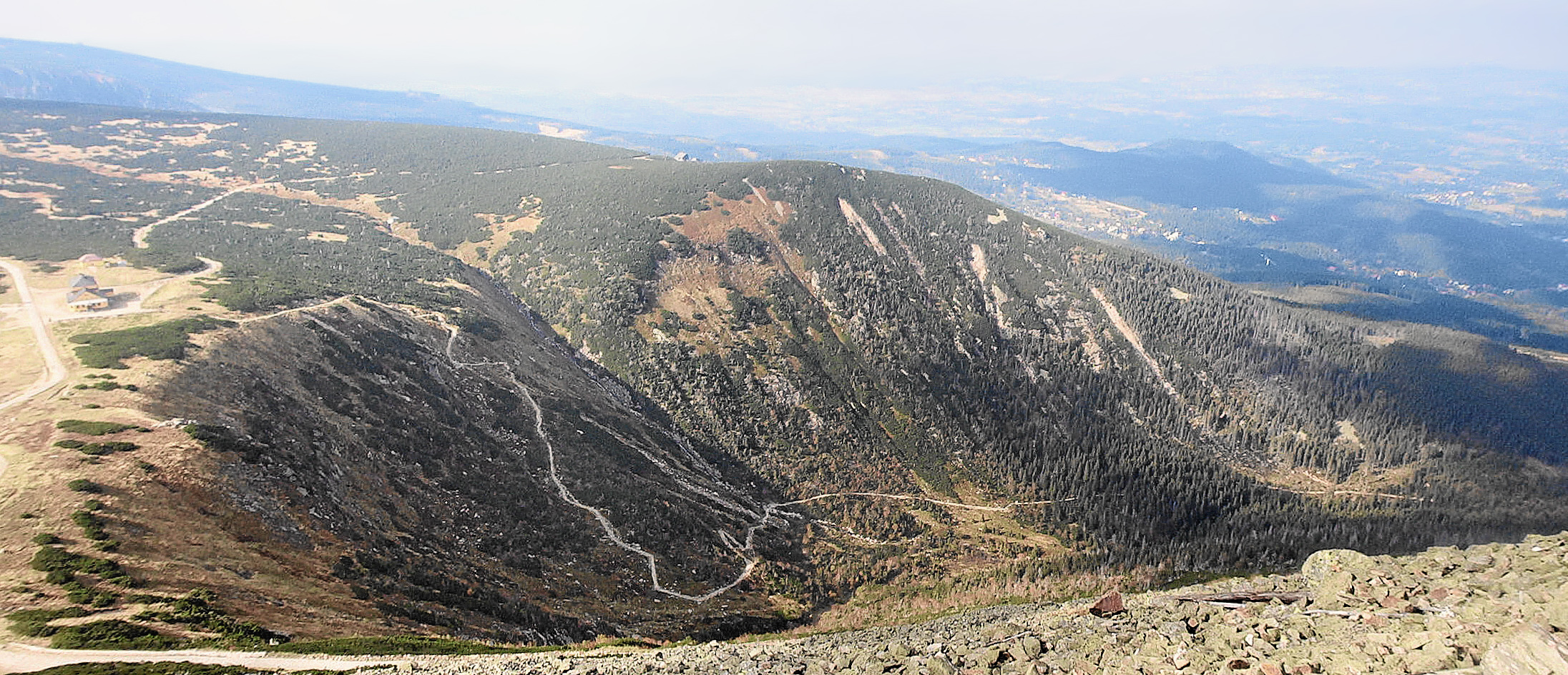
Aussicht von der Schneekoppe

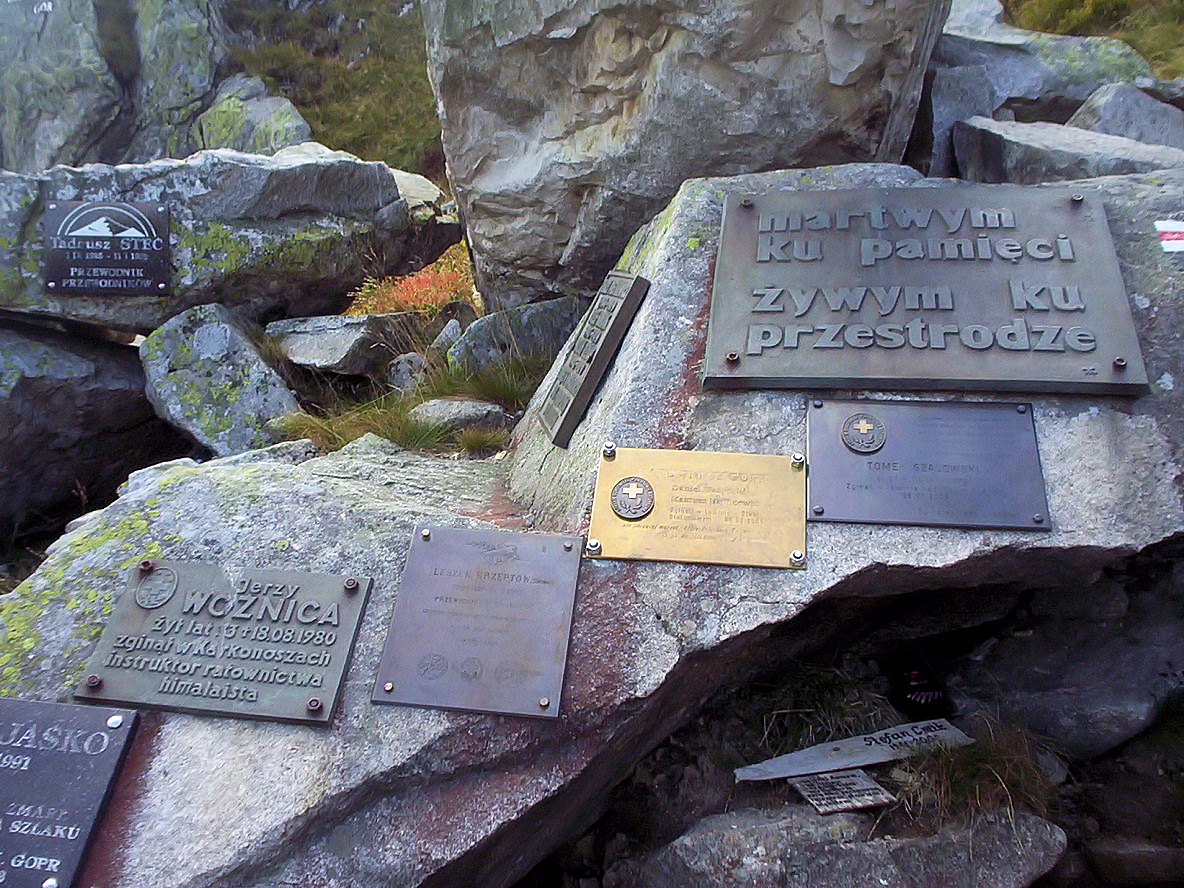
Gedenktafeln am Bergfriedhof

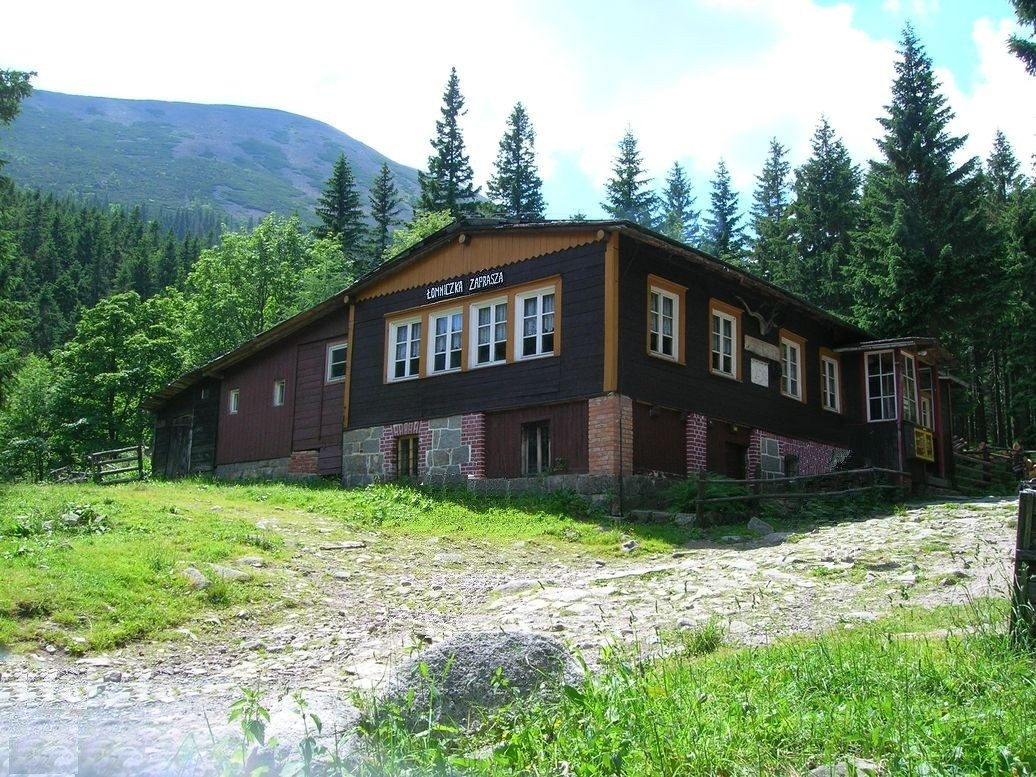
Schronisko "Nad Łomniczką"